# Станко Петровић Његош
Станко Петровић Његош (1790—1851) био је синовац Петра I Петровића Његоша и отац кнеза Данила.
Оженио се Крстињом Врбица и с њом имао седморо дјеце: Стевана, Мирка, Данила, Роке, Јоке, Маке, Јане. Као синовац Петра Првог обављао је послове мирења завађених племена и одлазио у дипломатске мисије (нпр. код Карађорђа Петровића о којем није стекао позитивно мишљење).